# Юлаш
Юлаш (устар. Юлачи) — бессточное озеро в Каслинском районе Челябинской области. Площадь поверхности водного зеркала — 6,16 км². Высота над уровнем моря — 213,1 м.

## Этимология
Название связано с мужскими именами Юлаш, Юлдаш, Юлдыбай, которые можно перевести как «спутник», «попутчик». В свою очередь в основе антропонима лежит тюркское юл — «дорога», «путь», с имяобразующими суффиксами -аш, -ды, -даш. В случае Юлдыбай добавляется еще и окончание бай со значнением «господин, багач».

## Описание
Берега водоёма частично заболочены, частично поросли лесом. На западном берегу расположена деревня Подкорытова. Вдоль южного и восточных берегов проходит грунтовая дорога.
В озере водятся карась, окунь, ротан, щука. Из-за малой глубины озеро подвержено заморам.
Озеро вместе с соседними озёрами Карасье и Стариково относится к числу ключевых орнитологических территорий.
Так как на карте 1957 года озеро Юлаш захватывает радиационный след, существует мнение, что употреблять в пищу рыбу, выловленную в этом водоёме, небезопасно.